# Tabun
Tabun je nervni bojni otrov iz skupine trilona. Njegova ubojitost se krije u činjenici da se na terenu može zadržati više dana, ako su uvjetni pogodni, i jedan dan ako prostor nije zaklonjen i vjetrovito je.
Tabun u organizam ulazi kroz kožu i disanjem.

## Nastanak i svojstva
Njemačka je stvorila Tabun 1936. ali ne kao plin za vojsku već kao pesticid. Tabun je prozirna tekućina bez okusa i smrtonosan je kao i sarin ali dvostruko manje toksičan.

## Simptomi oboljenja zbog izloženosti tabunu
Curenje nosa, otežane disanje, znojenje, snažni grčevi, nedostatak zraka u plućima, mučnina, dezorijentiranost, glavobolja, problemi s mokrenjem... u 90% slučajeva poslije ovih simptoma nastupi smrt. Ako netko i preživi izloženost tabunu, imat će doživotne ozbiljne zdravstvene smetnje.
Simptomi se pojavljuju sporije kod kožne apsorbcije plina, ali opet smrt nastupa u roku od 1-2 sata, dok kod udisanja smrt nastupa u roku od 4 minute. Ako Tabun kao tekućina dođe u doticaj s očima, smrt je gotovo trenutna.

## Kako se liječi
U slučaju udisanja, žrtvama se daje atropin, ili drugi lijekovi koji umanjuju utjecaj nervnih plinova. Lijekovi se mogu davati intraveno u razmaku od dvadesetak minuta ako se vidi da simptomi napreduju. U slučaju kontakta s očima (u plinovitom stanju), oči treba ispirati vodom 10-15 minuta, te onda staviti masku s kisikom. Ako je plin apsorbiran putem kože, treba odmah skinuti kontaminiranu odjeću, tijelo isprati vodom i sapunom, te staviti masku s kisikom. 

## Države koje posjeduju tabun
Postoji mišljenje, kako Sirija skriva nekoliko projektila Scud, naoružanih s tabunom i sarinom. Do 2003. Irak je posjedovao velike količine različitih nervnih plinova među kojima je i tabun.

## Vanjske poveznice
Arhivirana inačica izvorne stranice od 4. lipnja 2012. (Wayback Machine)
  Arhivirana inačica izvorne stranice od 24. listopada 2007. (Wayback Machine)